# Орловка (приток Подчерья)
Орловка, Войвож — река в России, протекает по территории Вуктыльского округа в Республике Коми. Устье реки находится в 21 км по правому берегу реки Подчерье. Длина реки составляет 18 км.
Исток реки в болотах в 23 км к северо-востоку от села Подчерье. Река течёт на юг и юго-запад, до впадения слева Асыввожа обозначается на картах как Войвож. Всё течение проходит по холмистой ненаселённой тайге предгорий Северного Урала.
Впадает в Подчерье у скал Креста-Кырта. В двух километрах от устья выше по течению Подчерья — нежилая деревня Орловка, избы которой используют туристы, рыбаки и охотники. Ширина реки в устье около 10 метров

### Притоки
(км от устья)
- река Малая Орловка (лв)
- 8 км: река Асыввож (лв)

## Данные водного реестра
По данным государственного водного реестра России относится к Двинско-Печорскому бассейновому округу, водохозяйственный участок реки — Печора от водомерного поста у посёлка Шердино до впадения реки Уса, речной подбассейн реки — бассейны притоков Печоры до впадения Усы. Речной бассейн реки — Печора.
Код объекта в государственном водном реестре — 03050100212103000061944.